# Kusacz andyjski
Kusacz andyjski (Rhynchotus pentlandii) – gatunek średniej wielkości ptaka z rodziny kusaczy (Tinamidae), zamieszkujący Amerykę Południową. Nie jest zagrożony wyginięciem.

## Występowanie i biotop
Ameryka Południowa – Andy. Zasiedla strome zbocza na dużych wysokościach, punę (wysokogórską formację roślinną) oraz obrzeża lasów. Występuje zazwyczaj w przedziale wysokości 1500–4000 m n.p.m.

## Charakterystyka
Wygląd zewnętrzny

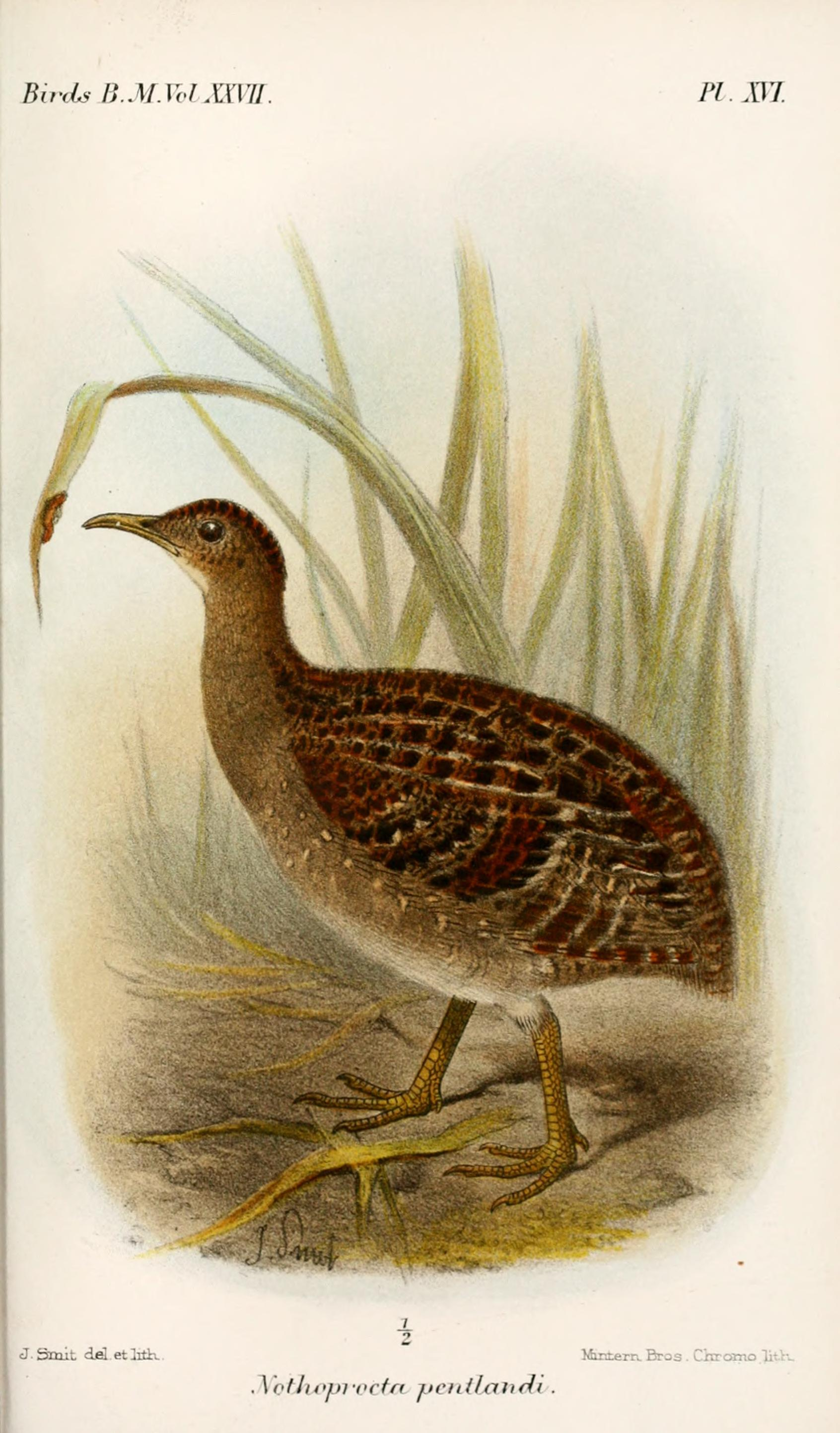
Kusacz andyjski na ilustracji z XIX w.

Długość ciała: 27 cm; masa ciała: 275 g. Charakterystyczną cechą kusacza andyjskiego jest cienki zakrzywiony dziób, czarny w górnej części i różowy w dolnej.
Zachowanie
Ptak osiadły, prowadzi skryty tryb życia, ukrywając się większość dnia wśród skał i roślinności. Spłoszony odlatuje, bijąc ciężko skrzydłami.

## Pożywienie
Wszystkożerny. Żeruje na ziemi, wyszukując nasiona, kiełki, świeże owoce, a także owady.

## Lęgi
W sezonie lęgowym samiec kopuluje z różnymi samicami, z których każda składa do gniazda jaja.
Gniazdo
Gniazduje na ziemi w wygrzebanym dołku.
Jaja i pisklęta
Wysiadywaniem jaj i opieką nad młodymi zajmuje się samiec. Pisklęta kilka godzin po wykluciu potrafią samodzielnie wyszukiwać pokarm.

## Podgatunki
Międzynarodowy Komitet Ornitologiczny (IOC) wyróżnia 8 podgatunków N. pentlandii:
- R. p. ambigua (Cory, 1915) – południowy Ekwador i północno-zachodnie Peru
- R. p. niethammeri (Koepcke, 1968) – zachodnio-środkowe Peru
- R. p. oustaleti (Berlepsch & Stolzmann, 1901) – środkowe i południowe Peru
- R. p. fulvescens (Berlepsch, 1902) – południowo-wschodnie Peru
- R. p. pentlandii G.R. Gray, 1867 – zachodnia Boliwia, północno-zachodnia Argentyna (Catamarca) i północne Chile
- R. p. patriciae (G. Hoy, 1987) – północno-zachodnia Argentyna (Salta)
- R. p. mendozae (Banks & Bohl, 1968) – zachodnio-środkowa Argentyna
- R. p. doeringi (Cabanis, 1878) – środkowa Argentyna

## Zagrożenia
Większość naturalnych wrogów kusaczy andyjskich to zwierzęta nocne.

## Status
Międzynarodowa Unia Ochrony Przyrody (IUCN) uznaje kusacza andyjskiego za gatunek najmniejszej troski (LC – least concern) nieprzerwanie od 1988 roku. Liczebność populacji nie została oszacowana, ale ptak ten opisywany jest jako dość pospolity. Ze względu na brak dowodów na spadki liczebności bądź istotne zagrożenia dla gatunku BirdLife International uznaje trend liczebności populacji za stabilny.